# Камуфлаж
Камуфлаж (от френски: camoufler – „да се скриеш“) е начин за замаскиране на същество или обект, така че да бъде незабележим или труднозабележим спрямо заобикалящата го среда.
Камуфлаж може да се отнася за:
- Естествена (защитна) окраска при животните
- Маскировъчна окраска – бои, използвани за маскиране на хора, техника, сгради и др. по подобие на цветовете и обектите на околната среда
- Камуфлаж (разговорно) – дреха имаща камуфлажна окраска. В модата се нарича военен стил.

## Категоризация според околната среда
- горска окраска
- пустинна окраска
- снежна окраска
- окраска за използване в населени места

## Категоризация според предназначението
- защитна окраска
- предупредителна
- привличаща
- имитираща